# گذار (ماهنامه)
ماهنامه گذار نشریه‌ای اصلاح طلب است که با رویکردی اقتصادی و سیاسی از آبان ماه سال ۹۱ منتشر می‌شود. "

## شروع چاپ و تاریخچه
ماهنامه گذار با صاحب امتیازی و مدیر مسوولی سید باقر ذکی اسکویی است و بسیاری از نویسندگان و فعالان سیاسی سرشناس نیز از بدو شروع به کار با این نشریه همکاری یا گفتگو کرده‌اند.

## هویت و رسالت
هویت و رسالت ماهنامه در سخن مدیرمسوول چنین توصیف شده است: "رسالت ما، مسیر ملت است و چه باک ما را در ره این روشنگری! با شما خواهیم بود همچون مدرسه‌ای سیار! و البته مسئولانه... رویکردمان انتقادی است اما از نوع سازنده اش و نه کوبنده و تضعیف کننده! که متأسفانه این عارضه چنان بدخیم شده است که گویی برای برخی مد روز است و نشانهٔ خردورزی و روشنفکری آنان! و پایین آمدن از این قاطر لج باز برای آنان قبیح است و مانع کسب و کار! نه! ما از این قماش نخواهیم بود؛ همچنانچه سعادت و توفیق نداریم از آنانی باشیم که معتقدند بهشت برینی داریم بی بدیل."

## گذار در نگاه رسانه‌های اصولگرا
مشی ماهنامه گذار مانند بسیاری از رسانه‌های اصلاح طلب یا حتی اعتدال گرا هیچ‌گاه به مذاق اصولگرایان و محافظه کاران خوش نیامده است. وب سایت مشرق نیوز در مطلبی تحت عنوان دلواپسی اصلاح‌طلبان برای رحم‌اجاره‌ای" با انتقاد از انتشار دو شماره نشریه گذار نسبت به سخنان برخی از چهره‌های سیاسی در گفتگو با گذار واکنش تندی را نشان داد.
در این گزارش ابتدا به صحبت‌های تقی آزاد ارمکی در مصاحبه با ماهنامه گذار اشاره شده بود که گفته‌است: «اعتدال از فقدان جریان فکری رنج می‌برد. یک جریان فکری و آدم‌هایی که در رابطه با مسائل مختلف فکر و صحبت کنند و به معنای گفتمان اعتدال شکل بگیرد.
در پاسخ به این اظهارات مشرق نیوز با بیمار خواندن جریان اصلاح طلبی چنین نوشته بود: «این جریان بیمار در این بازه به خوبی دریافته است که دغدغه‌ها و اندیشه‌های اصلاحات نظیر نوسازی فرهنگی و سیاسی به سبک غربی، دموکراسی و ... دیگر در جامعه ایران چندان مورد توجه قرار نمی‌گیرد و اصلاحات بدون اعتدال قدرت بقا ندارد اما تلاش آنها این است تا بدون پرداختن هزینه و عدم برائت از دیکتاتوری مدرن در فتنه۸۸، روحانی را مدیون خود جلوه داده و بدنه اجتماعی و سیاسی خودشان را بازسازی نمایند. اصلاح‌طلبان بعد از انتخابات تصور می‌کردند که توانسته‌اند با حمایت از روحانی در انتخابات جریان اصلاحات را حیاتی دوباره ببخشند اما با گذشت یک سال از انتخابات، ناتوانی آنها در به حرکت درآوردن بدنه اجتماعی و سیاسی شان باعث شده است که به خود آمده و تلاش کنند باز هم برای نجات خود به جریان اعتدال متوسل شوند.»

## انتشار مجدد
به دلیل برخی مشکلات نشریه گذار تا ماه‌ها منتشر نشد اما از تابستان ۹۳ و با شماره جدید این ماهنامه مجدد بر روی کیوسک‌های مطبوعاتی رفت. "
در شماره هفتم ماهنامه گذار برخی چهره‌ها نظیر صادق زیباکلام، علی تاجرنیا، الهه کولایی، احمد حکیمی پور، لطف‌الله فروزنده، علی بیگدلی،   نجفقلی حبیبی، محسن جعفری ، علی مطهر نیا و ابوالقاسم رئوفیان " به بیان نظرات و دیدگاه‌های خود در رابطه با موضوعات مختلف در گفتگو با گذار پرداخته‌اند.
شماره هفت این نشریه با یکصد صفحه رنگی و اختصاص پرونده فراز و فرودهای جنبش دانشجویی ایران از اول دی ماه بر روی کیوسک‌های مطبوعاتی سراسر کشور و با قیمت ۵ هزار تومان قرار گرفته‌است.